# Brookfield (condado de Worcester, Massachusetts)
Brookfield é um lugar designado pelo censo localizado no condado de Worcester no estado estadounidense de Massachusetts. No Censo de 2010 tinha uma população de 833 habitantes e uma densidade populacional de 279,19 pessoas por km².

## Geografia
Brookfield encontra-se localizado nas coordenadas 42° 12′ 54″ N, 72° 06′ 10″ O. Segundo a Departamento do Censo dos Estados Unidos, Brookfield tem uma superfície total de 2.98 km², da qual 2.98 km² correspondem a terra firme e (0%) 0 km² é água.

## Demografia
Segundo o censo de 2010, tinha 833 pessoas residindo em Brookfield. A densidade populacional era de 279,19 hab./km². Dos 833 habitantes, Brookfield estava composto pelo 97.48% brancos, o 0.12% eram afroamericanos, o 0.12% eram amerindios, o 0.24% eram asiáticos, o 0% eram insulares do Pacífico, o 0.12% eram de outras raças e o 1.92% pertenciam a duas ou mais raças. Do total da população o 1.92% eram hispanos ou latinos de qualquer raça.